# 松本春子
松本 春子（まつもと はるこ、1900年〈明治33年〉4月2日 - 1989年〈平成元年〉6月27日）は、日本の書家。日本のかな文字の第一人者、北海道を代表する仮名作家の1人とされる。毎日書道展名誉会員、創玄書道会名誉会員、藤女子大学教授。旧姓は小川 春子（おがわ はるこ）。

## 経歴

### 少女時代
北海道帯広で誕生した。「女性に学問は不要」との考えが根強い時代にあって、進歩的な考えを持つ父のもと、幼少時より読み書きやそろばんを学んだ。特に父は書道に力を入れ、自身が道議会議員を務めたほどの名士だったこともあり、書道用具はすべて本場の中国製の物が揃えられた。これにより春子は小学生の頃、すでに大人顔負けの美しい文字を身につけていた。
北海道庁立札幌高等女学校（後の北海道札幌北高等学校）へ進学後、担任の教員である安芸左代との出逢いがあった。春子は彼女の文字の美しさに感銘を受け、和歌の授業で万葉集や古今和歌集に親しんで、大学で国文学を学ぶことを志した。書家となった後年にも、安芸左代を「終生忘れられない恩師」と回想し、自身が書道に興味を抱いたことは「安芸先生の影響であったと思う」と語っていた。

### 結婚
しかし姉が早産、母が入院と、家庭に不運が続いた。春子は、安芸左代のように女性1人で身を立てることの困難さを痛感し、早く結婚して母を安心させるべく、学問や習い事をすべて捨て、1917年（大正6年）に帯広に帰郷した。

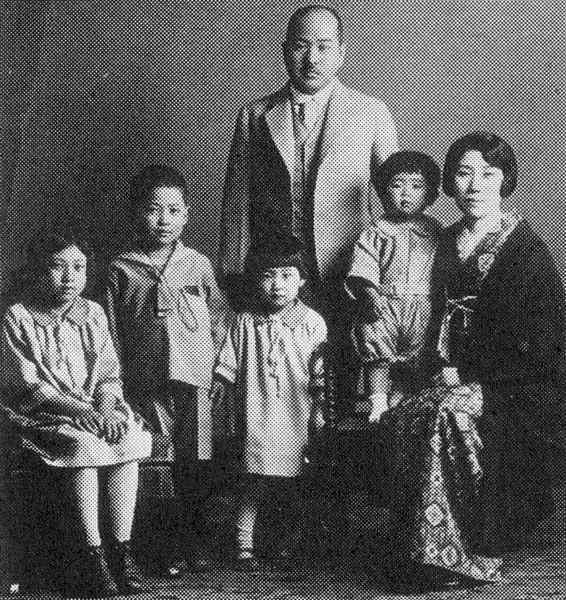
1930年（昭和5年）の家族写真。右端が春子。

1919年（大正8年）、春子は見合いにより、九州帝国大学医科大学卒業後の松本剛太郎（札幌市医師会第6代会長、北海道医師会会長、「北海道医師会の父」と呼ばれた）と結婚した。剛太郎は就職で、福岡県、北海道大学医学部を経て、1927年（昭和2年）に札幌市内で開業した。
春子は剛太郎との間に4人の子供をもうけ、さらに夫が開業医となったことで、入院患者の食事の支度なども必要だった。春子は一主婦として夫の支えに徹し、書道から遠ざかる日々が続いた。

### 書家の道へ
1931年（昭和6年）、春子は偶然から、札幌の書道家の講演会に出席した。春子は書家の尾上柴舟とその作品に出逢い、久しぶりに書道に対する感動が甦った。剛太郎は春子の心情を理解し、趣味としての書道の再開を勧めた。剛太郎自身も過去に書道の経験があり、同居していた彼の両親も漢学の経験があるため、家族全員から春子の気持ちへの理解が得られた。
春子は31歳過ぎにして、書道を再開した。日中は子供や患者たちの世話、外来患者の応対、夜間も急患が頻繁にあり、書道の時間の確保は困難だったが、春子は必死に書道に励み、尾上柴舟の添削のもと、徐々に腕を上げた。やがて、過去の書家の書を書き写すのみならず、自分で工夫して書く、創作書道に乗り出した。特に春子は、日本古来の仮名文字に興味を持ち、仮名書道に取り組んだ。

#### 書道展への挑戦

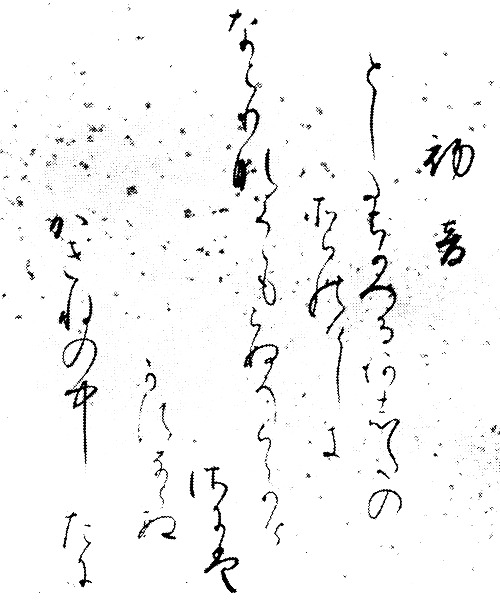
1938年（昭和13年）の泰東書道院展で、春子が出展した『源氏物語 初音の巻』の冒頭部。「初音 としたちかへるあしたのそらのけしき なごりなくくもらぬうらヽかげさには かずならぬかきねの中だに」

1934年（昭和9年）、春子は自己流で書いた万葉集の春夏秋冬の歌4首を、書道界でも権威のある書道展、泰東書道院展に出品した。「ものは試し」程度の考えで、賞など想像外であったが、初の入選を果たし、褒状を受賞した。北海道在住の身では、道具や材料を揃えることも、書家の手本に触れることも困難であったため、これは快挙と言えた。
後に3歳の次男が早世という悲運に見舞われたが、やがてその想いを半紙にぶつけるかのように、それまで以上に書道へと熱中した。その努力は1936年（昭和11年）に結実し、泰東書道院展の仮名の部で特選を受賞した。
この授賞式において、春子は日本最古といわれる藤原道長の御堂関白記を目にした。これは歴史的人物の直筆で、仮名書道の原点といえる貴重なものであり、春子にとっては初めての古筆真蹟との出逢いであった。春子は感激のあまり、受賞も忘れてその場に立ち尽くすほどだった。
1938年（昭和13年）、春子が関白日記で得た感激が開花し、泰東書道院展でついに最高賞を受賞、日本の仮名の頂点を極めるに至った。
泰東書道院展はその後も、1943年（昭和18年）に戦争で中止となるまで続けられ、春子は書道の勉強を続ける励みとして、出品を続けた。書道展に出品するほどの作品を書くためには、日中の太陽光で墨の色を確認する必要があり、夜間に練習の時間を割く多忙な生活の中での取り組みは困難であったが、帯広の実家の姉が家族や入院患者の世話のため、帯広から札幌まで来て、大きな助力となった。

#### さわらび会の主宰

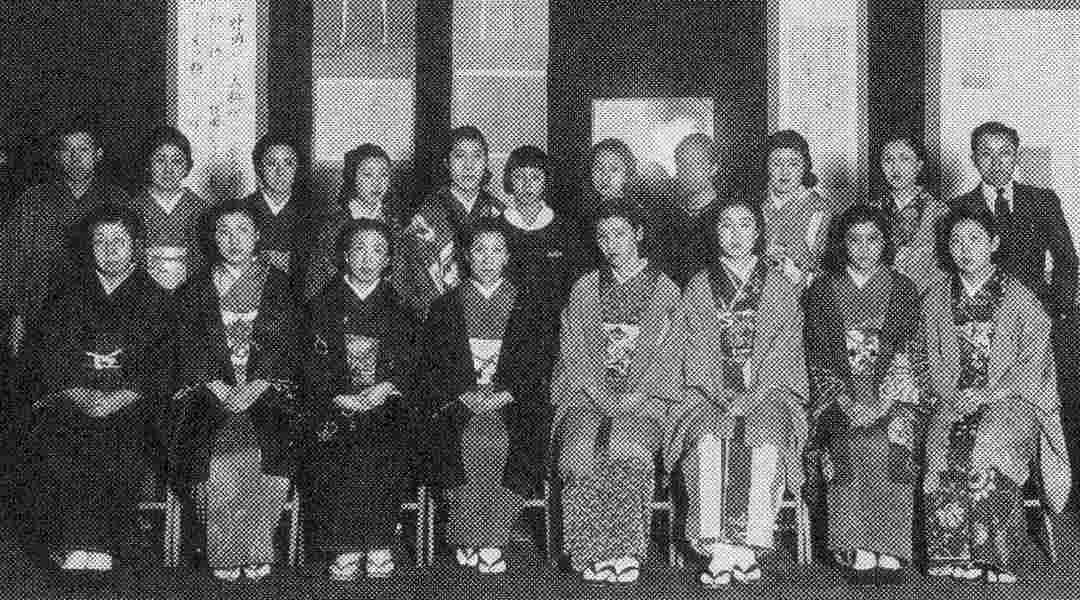
1942年（昭和17年）、第1回さわらび会展。前列左から4人目が春子。

春子の名声が高まったことで、春子のもとには書を習いたいとの人々が押し寄せた。周囲の熱望に応え、春子は同1936年に手習い会を始めた。春子が初めて入選した万葉集の春の歌が「いはばしるたるみの上のさわらびのもえいづる春になりけるかも」であり、この歌に込められた未来への希望、春子の名の「春」をかけ、「さわらび会」と名付けられた。
当時の北海道は、仮名書道の黎明期であり、さわらび会からは多くの指導者が輩出された。書道団体の創玄書道会の創設にも携わり、創玄書道会、毎日書道展、現代女流書展の名誉会員も歴任した。

#### 病魔 - 作風の変化
春子は書家として多忙を極めた末に、1938年（昭和13年）11月、脳貧血に倒れてしまい、子宮癌も発見された。剛太郎の勧めもあり、書道の手を休め、療養生活を送った。春子は自分の体より、筆を持つことのできない不満を募らせる日々を送った。
そんな折、窓の外で降る雪に目が留まった。真っ白な空から大小の雪が、時に激しく、時に穏やかに降る。これにヒントを見出した春子は、驚異的な回復力で大病から復帰した。
復帰後の春子は、より自由闊達な作品を生み出し、評価と名声はさらに高まった。1948年（昭和23年）には、藤女子大学の国文科教授に就任した。

#### 平安朝真蹟展の開催
1952年（昭和27年）6月、札幌市で平安朝真蹟展が開催された。この催しは、東京以外の都市では初めてであり、書道界では画期的な出来事であった。
この開催にあたり、春子は札幌市内や書道界の有力者たちを回り、北海道内の一般の人々の目に貴重な書を触れさせること、日本古来の歴史の素晴しさを人々に感じさせることの重要さを説いた。この熱意が各界の有力者たちの心を動かし、千年以上前の国宝級の書が初めて津軽海峡を渡り、開催中は後年に春子が「床が抜けるかと思うくらい」と語ったほどの超満員の日々が続いた。

### 晩年 - 没後
1979年（昭和59年）、半世紀にわたる春子の書道の普及活動、さわらび会の設立による多数の会員の育成指導、個展や講演会の主催による北海道の仮名書道の普及への尽力が評価され、北海道開発功労賞が授与された。それからちょうど10年度の1989年（平成元年）6月27日、札幌市内の病院で、心不全により満89歳で死去した。
没後、長男の松本毅（東海大学教授）は香典返しにかえ、「文化と福祉の向上に役立ててほしい」と、北海道新聞社会福祉振興基金に30万円を寄託した。さわらび会の主宰は、三女の松本暎子（書家）が継いだ。暎子もまた藤女子大学教授を勤め、札幌市の仮名書道界の中心的指導者として信望を受けるに至っている。

## 評価
書家の中野北溟は春子の死にあたり「本道書道界の柱となり、北海道のかな書道が全国的に高い評価を受ける基盤をつくった先生として畏敬の念を抱いていただけに、深い痛手を感じています。その残されたものを継承して、発展に尽くさなければと思っています」と、その死を偲んだ。
2001年（平成13年）、北海道立函館美術館の「現代の書 松本春子展」開催にあたっては、春子の書風は、優美さ、品格の高さ、多くの支持を集め、自作の和歌を題材にするなどの感性と表現力の豊かさ、文学への志向の高さが、大きな魅力として評価された。戦後の書業は、現代の「かな」の発展と重なり、春子のもとから多くの後進が生まれたことや、藤女子大学で教鞭をとりながら個展の開催を重ねるなど、北海道における「かな」の開拓者としての功績を評価する声もあった。同展の開催にあたり、同館学芸員の斉藤千鶴子は「女の生活からにじみ出てくるものを歌に書にしている。『書きつかれて……』などの自詠歌作品もそうだが、そこに現代性が改めて感じられた」と評した。
身内の評価ではあるが、三女の松本暎子は「母にとって書は宗教のようなもの、ある時は砦に、館に庵に……と生きざまに応じて姿を変えこそすれ信仰に近い生きる証しだった」と偲んだ。

### 受賞・表彰歴
- 1961年（昭和36年） - 北海道新聞文化賞[26]
- 1968年（昭和43年） - 北海道文化賞[14]
- 1978年（昭和53年） - 勲五等瑞宝章[2]
- 1979年（昭和54年） - 北海道開発功労賞[3][20]

## 著作
- 『新修さわらび帖』教育出版、1972年5月。ISBN 978-4-316-38161-9。
- 飯島春敬 編『現代女流かな書道』東京堂出版、1979年3月。 NCID BN1499746X。
- 『あさか帖 万葉抄』教育出版、1974年4月。 NCID BA31358330。
- 『高野切第三種』 巻5、日本習字普及協会〈かな名跡講座〉、1981年1月。ISBN 978-4-8195-0068-5。